# Discobola moiwana
Discobola moiwana är en tvåvingeart som beskrevs av Alexander 1924. Discobola moiwana ingår i släktet Discobola och familjen småharkrankar. Inga underarter finns listade i Catalogue of Life.